# Evelina Nikolova
Evelina Georgieva Nikolova (en bulgare : Евелина Георгиева Николова) née le 18 janvier 1993 à Pétritch, est une lutteuse libre bulgare. Elle remporte la médaille de bronze dans l'épreuve féminine de moins de 57 kg aux Jeux olympiques d'été de 2020 à Tokyo, au Japon. Elle remporte une médaille de bronze aux Championnats du monde de lutte de 2015 qui se tiennent à Las Vegas, aux États-Unis. Elle est également quadruple médaillée aux Championnats d'Europe de lutte et médaillée de bronze aux Jeux européens.

## Carrière
Elle représente la Bulgarie aux Jeux européens de 2015 à Bakou, en Azerbaïdjan et remporte la médaille de bronze dans l'épreuve des moins de 55 kg,. La même année, elle remporte également une médaille de bronze dans l'épreuve des moins de 55 kg aux Championnats du monde de lutte de 2015 qui se tiennent à Las Vegas, aux États-Unis. Dans son match pour la médaille de bronze, elle bat la chinoise Pang Qianyu.
Aux Championnats d'Europe de lutte de 2019 qui se tiennent à Bucarest, en Roumanie, elle remporte la médaille d'argent dans l'épreuve des mois de 55 kg,. En finale, elle perd contre l'ukrainienne Iryna Husyak. En 2020, elle participe à l'épreuve des moins de 55 kg aux Championnats d'Europe de lutte où elle est éliminée de la compétition par Sofia Mattsson lors de son premier match.
En mars 2021, elle se qualifie au tournoi européen de qualification pour participer aux Jeux olympiques d'été de 2020 à Tokyo, au Japon,. Un mois plus tard, elle remporte l'une des médailles de bronze dans l'épreuve des moins de 57 kg aux Championnats d'Europe de lutte de 2021 qui se tiennent à Varsovie, en Pologne,. Aux Jeux olympiques d'été de 2020, elle remporte son premier match, contre la polonaise Jowita Wrzesień (en), dans l'épreuve féminine des moins de 57 kg et elle remporte également le match suivant contre la moldave Anastasia Nichita. Elle perd ensuite en demi-finale contre la biélorusse Iryna Kurachkina. Dans son match pour la médaille de bronze, elle bat Valeria Koblova représentant le Comité olympique russe. En octobre 2021, elle est éliminée lors de son deuxième match dans l'épreuve féminine des moins de 57 kg aux Championnats du monde de lutte à Oslo, en Norvège.
En février 2022, elle remporte la médaille d'or dans l'épreuve des moins de 57 kg au tournoi Dan Kolov & Nikola Petrov qui se tient à Veliko Tarnovo, en Bulgarie. Au cours de ce même mois, elle remporte la médaille d'or dans son épreuve au tournoi Yasar Dogu qui se tient à Istanbul, en Turquie. En avril 2022, elle remporte la médaille d'argent dans l'épreuve des moins de 57 kg aux Championnats d'Europe de lutte qui ont lieu à Budapest, en Hongrie,. Elle participe à l'épreuve des moins de 57 kg aux Championnats du monde de lutte 2022 qui se tiennent à Belgrade, en Serbie.
Le 28 octobre 2022, lors d'une réunion solennelle du conseil municipal de Petrich, Evelina Nikolova, ainsi que six autres citoyens éminents de Petrich, reçoivent le titre de citoyen honoraire de Petrich.
Elle est médaillée de bronze des moins de 57 kg aux Championnats d'Europe de lutte 2023 à Zagreb.

## Palmarès
| Année | Tournoi               | Lieu                  | Résultat | Catégorie                 |
| ----- | --------------------- | --------------------- | -------- | ------------------------- |
| 2015  | Jeux européens        | Bakou, Azerbaïdjan    | 3e       | Lutte libre moins de 55kg |
| 2015  | Championnats du monde | Las Vegas, États-Unis | 3e       | Lutte libre moins de 55kg |
| 2019  | Championnats d'Europe | Bucarest, Roumanie    | 2e       | Lutte libre moins de 55kg |
| 2021  | Championnats d'Europe | Varsovie, Pologne     | 3e       | Lutte libre moins de 57kg |
| 2021  | Jeux olympiques d'été | Tokyo, Japon          | 3e       | Lutte libre moins de 57kg |
| 2022  | Championnats d'Europe | Budapest, Hongrie     | 2e       | Lutte libre moins de 57kg |
| 2023  | Championnats d'Europe | Zagreb, Croatie       | 3e       | Lutte libre moins de 57kg |